# Sia Glass

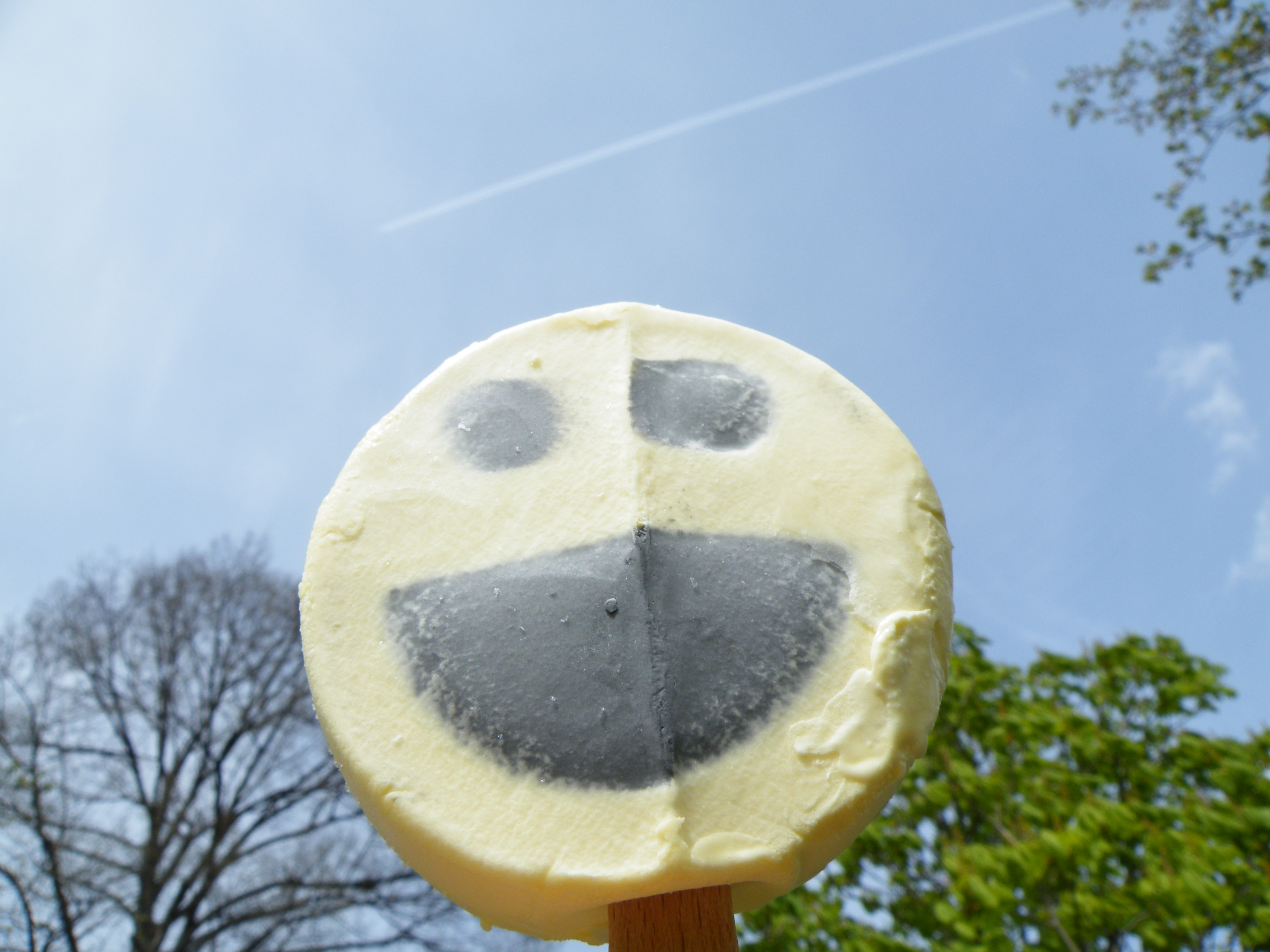
Glassen Frix från Sia Glass, 2009.

Sia – Glass Aktiebolag, vardagligt Sia Glass, är ett svenskt företag som tillverkar glass och sorbet i Slöinge i Falkenbergs kommun. Sia Glass är en del av familjeföretaget Bertegruppen Aktiebolag.
Namnet Sia är bildat som en akronym för Slöinge Industri Aktiebolag. Sia Glass är det största helt svenskägda glassföretaget i Sverige.

## Historia
Företaget startade 1961 som en vidareutveckling av kvarnföretaget Berte Qvarn, som också är Sveriges äldsta familjeföretag, etablerat 1569. Bolaget grundades som Slöinge industri AB för att ersätta arbeten som försvunnit sedan det lokala slakteriet i Slöinge lagts ned. Kompetensen stod Trollhätteglass för. Till en början var Sia Glass en underleverantör av glassbåtar till Trollhätteglass. När Trollhätteglass såldes 1962 till GB Glace köpte Olof Stenström ut rättigheterna men fortsatte att leverera till Trollhättan. 1968 upphörde samarbetet och företaget började tillverka glass i egen regi.
Under 1970-talet drev dåvarande VD Per Stenström på utvecklingen att experimentera och ta fram nya smaker, bland annat var man först i landet med lakritsglass. En bit in på 1980-talet hade Sia Glass över tjugo olika smaker som såldes i glassbarer. 1986  blev företaget också valt till "Årets företag i Halland". 1995 inleddes samarbete med Del Monte och fyra fruktglassar tillkom. Veckans Affärer utnämnde 1993 Berte Qvarn och Sia Glass till ”Sveriges bästa familjeföretag”.
År 2001 firades 40-årsjubileet med att tillverka världens största glassbåt. Mjölkfri glass började samma år tillverkas i samarbete med Ceba Foods AB och glassdesserten Oatly med huvudingrediensen havremjölk började säljas. 2004 diplomerades Sia Glass av Gastronomiska akademien för ”hög kvalitet med svensk stämpel på en global marknad”.
År 2006 lanserade SIA Glass sin premiumglasserie som heter Världens Glass.[källa behövs]
Hösten 2007 sålde och distribuerade Sia Glass Glenn Strömberg Collections frysta sortiment. 2009 fick Sia Glass i uppdrag att ha hand om försäljning och distribution av Almondy mandeltårtor. Samma år startade också Sia Glass ett samarbete med livsmedelsföretaget Cloetta.[källa behövs]
År 2010 lanserade Sia Glass för första gången laktosfri gräddglass. Sedan 2010 är också alla strutar och pinnar på Sia Glass glasskarta producerade i Sverige.[källa behövs]
År 2011 lanserades nya glassproduktserien Berte Glass, med gräddglass gjord av mjölk från egna Berte Gård i Slöinge.[källa behövs]